# Diplocanthopoda marina
Diplocanthopoda marina là một loài nhện trong họ Salticidae.
Loài này thuộc chi Diplocanthopoda. Diplocanthopoda marina được Abraham miêu tả năm 1925.